# سوریمی

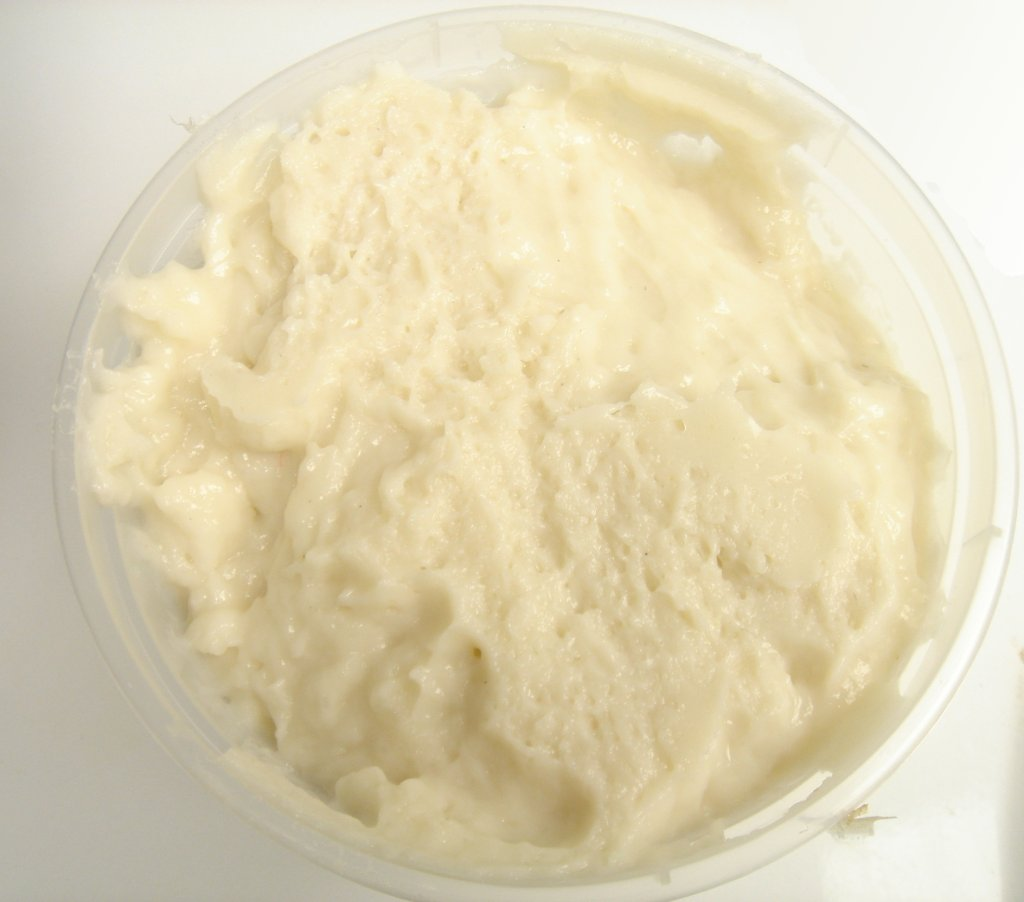

سوریمی (擂り身) یک واژه ژاپنی است و به یک ماده غذائی پروتئینی که از گوشت چرخ‌کرده ماهی تهیه می‌شود گفته می‌شود. سوریمی در ژاپن و اکثر کشورهای جهان به عنوان یک غذای مشهور دریایی حاصل از گوشت ماهی به‌شمار می‌رود. سوریمی از ماهیان ریزتر یا از آنچه که به عنوان محصولات فرعی از صید است، تهیه و مصرف می‌شود. میزان تولید سالیانه آن معادل ۶۰۰ هزار تن (سال ۱۹۹۹) و کشور آمریکا با تولیدی معادل ۲۰۰ هزار تن بزرگ‌ترین تولیدکننده آن و کشور ژاپن با مصرفی معادل ۴۰۰ هزار تن بزرگ‌ترین مصرف‌کننده جهانی این محصول در دنیا محسوب می‌شوند.

## تاریخچه
از آنجایی که درگذشته ماهیان صید شده اکثراً ماهیان درشت بودند و به علت کمی جمعیت انسانی و فناوری معمولی آن زمان، از انواع ماهیانی که دارای شکل و قیافه و طعم و مزه‌های نامناسب‌تری بودند و به عنوان فضولات گوشت ماهی در صیدها مطرح می‌شدند کمتر استفاده می‌شد و بیشتر به مصرف تولید آرد ماهی و مصارف دام و طیور می‌رسید.
ولی امروزه به علت تقاضای بیشتر بشر ناشی از رشد روزافزون جمعیت انسانی و کاهش میزان صید جهانی از ماهیان درشت تر، فکر استفاده از محصولات جانبی صید که شامل انواع ماهیان ریز و نامرغوب‌تر است، ایجاد شده و توانسته‌است تا به امروز با استفاده از فناوری‌های نوین شیلاتی و دستگاه‌های لازم این محصولات را به صورت ماهی چرخ‌کرده درآورده و پس از استخوان‌گیری و حذف مشکلات ناشی از طعم نامناسب و مشکل نامرغوبی ماهی محصولی را به نام سوریمی به بازار مصرف جهان عرضه نمایند. و به عنوان یک محصول با ارزش از لحاظ غذائی و محصولات شیلاتی در دنیا محسوب شده که در فرایند مصرف می‌تواند به صورت محصولات یا فراورده‌هایی که مشتق از سوریمی اند به نام‌های کاماباکو (kamabako) یا (غذایی محبوب ژاپنی‌ها) کتلت ماهی - فیش‌برگر - سوسیس ماهی، فیش فینگر و غیره تبدیل و مورد مصرف قرار گیرند.

## طرز تهیه و ساختارها
برای تهیه سوریمی شناخت ماهیچه‌ها بسیار مهم است، ماهیچه‌ها شناخته شده در ماهیان شامل سه نوع ماهیچه بشرح ذیل می‌باشد: ۱.ماهیچه‌های صاف که در دیواره رگ‌ها و روده قرار داشته و کلیه اعمال غیرارادی بدن را انجام می‌دهند.
۲.ماهیچه‌های قلب که حد فاصل بین ۲ ماهیچه صاف و اسکلتی هستند.
۳.ماهیچه‌های اسکلتی که ساختمان ماهیچه‌های ماهی بوده و قسمت اصلی گوشت ماهی را تشکیل می‌دهد که در میان سه نوع ماهیچه بالا تنها این ماهیچه در تولید فراورده شرکت می‌کند و بر اساس رنگ به دو دسته ماهیچه روشن و ماهیچه تیره تقسیم می‌شوند که بر حسب گونه ماهی این ماهیچه‌ها متفاوت بوده و ماهیچه‌های تیره به علت داشتن مقادیر زیادی عروق، پروتئین‌ها شامل میوگلوبین، سیتوکروم و هموگلوبین و همچنین مقدار زیادی چربی و گلیکوژن که به رنگ تیره می‌باشند. نسبت میزان ماهیچه‌های سفید به تیره در تعیین کیفیت سوریمی مؤثر بوده و سوریمی با کیفیت بالا از ماهیچه‌های سفید بیشتر، و تیره کمتر تهیه می‌شود. پروتئین‌های بدن یک ماهی در فرایند تهیه سوریمی نقش اولیه تعیین‌کننده‌ای را داشته که برای آشنائی بیشتر اینکه در عضلات ماهی سه گروه اساسی پروتئین‌ها بشرح ذیل هستند:
۱–۳ - پروتئین‌های سارکوپلاسمیک: که محلول در آب مناسب هستند و در پلاسمای سلولی یافت می‌شوند که به پروتئین‌های میوژن معروفند و حداقل ۱۰۰ نوع بوده و شامل انواع آنزیم‌ها، میوآلبومین‌ها و گلوبین‌ها و هموگلوبین‌ها و میوگلوبین‌ها را در بر می‌گیرد که کلیه تغییرات پس از صید نیز در ارتباط با فعالیت این دسته از پروتئین‌ها می‌باشند و این پروتئین‌ها محلول در آب بوده و در محلولهای نمک خنثی با درجه یونیزاسیون کمتر از ۱۵٪ مول حل می‌شوند.
۲–۳ - پروتئین‌های بافت پیوندی: در حدود ۳ درصد از کل پروتئین‌های موجود در گوشت ماهی را تشکیل می‌دهند و رشته‌ای بوده و مهم‌ترین آن‌ها کلاژن می‌باشد که این پروتئین‌ها در مقایسه با سایر گوشت‌های ماهیان کمتر بوده و باعث نرم‌تر و زودپز شدن گوشت ماهی می‌گردد. و این پروتئین‌ها جزء پروتئینی‌های نامحلول بوده و در تهیه سوریمی اهمیت چندانی ندارند.
۳۳ پروتئین‌های دسته سوم پروتئین‌های میوفیبریل یا ساختمانی: حدود ۶۵ تا۸۰ درصد از کل پروتئین ماهیچه را شامل می‌شوند که رشته‌ای بوده و فعالیت ماهیچه‌ای را نیز شامل می‌شود و شامل آکتین و میوزین تروپومیوزین و تروپونین می‌باشد که همگی جزء پروتئین‌های محلول در نمک بوده و با درجه مول بالاتر از ۵/ مول حل شده، و مهم‌ترین عامل در ظرفیت نگهداری آب در ماهیچه هستند و عامل اصلی در تهیه فراورده خمیری وسوریمی می‌باشند که در بررسی‌های دقیق دارای وضعیت میوفیبریلی از رشته‌های ضخیم ونازک با نوارهای A و I است که در سوریمی در موقع حرارت دیدن در محصول نهایی ایجاد ساختمان ژل را می‌نماید. محصول نهایی با مواد افزودنی نظیر نگهدارنده‌هایی مانند سوربیتول و پلی‌فسفاتها و مواد طعم دهنده مثل پلی‌اولها و سوربیتول و نمک‌ها ترکیب یافته و سوریمی قابل نگهداری و انجماد را تشکیل می‌دهد.
فرایند تولید سوریمی در واقع در سه مرحله اساسی خرد کردن و شستشو و پایدار کردن مواد محافظ است.